# Risbjerg Sogn
Risbjerg Sogn er et sogn i Rødovre-Hvidovre Provsti (Helsingør Stift). Sognet ligger i Hvidovre Kommune; indtil Kommunalreformen i 1970 lå det i Sokkelund Herred (Københavns Amt). I Risbjerg Sogn ligger Risbjerg Kirke.
I Risbjerg Sogn findes flg. autoriserede stednavne: